# Ozarba felicia
Ozarba felicia là một loài bướm đêm trong họ Noctuidae.